# Ратленд (Огайо)
Ратленд (англ. Rutland) — селище (англ. village) в США, в окрузі Меґс штату Огайо. Населення — 427 осіб (2020).

## Географія
Ратленд розташований за координатами 39°2′28″ пн. ш. 82°7′41″ зх. д. / 39.04111° пн. ш. 82.12806° зх. д. (39.041020, -82.127928).  За даними Бюро перепису населення США в 2010 році селище мало площу 2,14 км², уся площа — суходіл.

## Демографія
Згідно з переписом 2010 року, у селищі мешкали 393 особи в 161 домогосподарстві у складі 115 родин. Густота населення становила 183 особи/км².  Було 189 помешкань (88/км²).
Расовий склад населення:
| - 98,7 % — білих |

До двох чи більше рас належало 1,0 %. Частка іспаномовних становила 1,0 % від усіх жителів.
За віковим діапазоном населення розподілялося таким чином: 23,4 % — особи молодші 18 років, 59,6 % — особи у віці 18—64 років, 17,0 % — особи у віці 65 років та старші. Медіана віку мешканця становила 39,3 року. На 100 осіб жіночої статі у селищі припадало 95,5 чоловіків;  на 100 жінок у віці від 18 років та старших — 91,7 чоловіків також старших 18 років.
Середній дохід на одне домашнє господарство  становив 41 719 доларів США (медіана — 32 946), а середній дохід на одну сім'ю — 46 956 доларів (медіана — 42 500). Медіана доходів становила 43 750 доларів для чоловіків та 26 786 доларів для жінок. За межею бідності перебувало 19,5 % осіб, у тому числі 9,9 % дітей у віці до 18 років та 17,1 % осіб у віці 65 років та старших.
Цивільне працевлаштоване населення становило 147 осіб. Основні галузі зайнятості: роздрібна торгівля — 25,2 %, освіта, охорона здоров'я та соціальна допомога — 17,7 %, транспорт — 14,3 %, мистецтво, розваги та відпочинок — 13,6 %.